# 회색목도리다람쥐
회색목도리다람쥐(Neotamias cinereicollis)는 다람쥐과에 속하는 설치류의 일종이다. 미국 애리조나주와 뉴멕시코주의 토착종이다.

## 특징
회색목도리다람쥐는 꼬리 길이 약 98mm를 포함하여 전체 몸길이가 약 225mm이다. 이마는 회색빛 갈색이고, 머리 옆면에 3줄의 짙은 줄무늬가 있으며 가운데 줄무늬는 눈을 지나간다. 별도로 흰색 띄가 있다. 뺨과 목, 어깨, 등 윗쪽과 엉덩이 부분이 회색을 띤다. 몸 윗쪽 나머지 부분은 누르스름한 갈색이고, 검거나 짙은 갈색 줄무늬가 등과 옆구리에 나 있으며 바깥쪽 한 쌍의 줄무늬는 구별이 잘 안된다. 배 쪽은 연한 누르스름한 갈색이다. 꼬리 윗면은 검고 아랫면은 크림색 흰색이고, 두 표면 모두 담황색 색조를 띤다. 발은 핑크빛 담황색이다. 얼굴과 목덜미의 회색은 네오타미아스속 다른 종과 구별되는 특징이다.

## 분포 및 서식지
회색목도리다람쥐는 애리조나주 중부와 동부 지역, 뉴멕시코주 중부와 서부 지역의 산악 지대 침엽수림에서 서식한다. 분포 지역은 빌 윌리엄스 산맥과 샌프란시스코 산맥, 화이트 산맥부터 다틸 산맥까지이다. 해발 1950~3440m 고도에서 발견되지만 2100~3300m 고도에서 주로 서식한다. 수림 한계선까지의 폰더로사소나무와 가문비나무 숲에서 발견되기도 한다. 소나무와 미송이 섞여 있는 지역에서 가장 흔하게 발견되며 참나무와 향나무 숲에서도 발견된다.

## 습성
회색목도리다람쥐는 나무에 잘 오르며, 수상성 동물이면서 육상성 동물이다. 숲 가장자리 개간지에서 발견되지만 울창한 삼림 지대에서도 서식한다.